# Miss Botswana
Miss Botswana  est un concours de beauté annuel destiné aux jeunes femmes habitantes et de nationalité botswanaise âgées de 18 à 25 ans et mesurant au minimum 1,67 m. Ce concours ouvre droit, pour la gagnante, au titre annuel du même nom. 
La sélection permet de représenter le pays au concours de Miss Monde.

## Processus d’élection et règlement
La finale, qui se tient au cours d’une cérémonie nationale, diffusée en direct à la télévision, consiste à faire élire celle des candidates sélectionnées qui, pendant une année entière, portera le titre de « Miss Botswana ». Les candidates sont choisies dans les régions botswanaises. Elles sont éligibles par un jury composé de personnalités artistiques, sportives ou médiatiques et par les votes des téléspectateurs.
Une candidate doit respecter les règles qui leur est imposé pour prétendre au titre de Miss Botswana : 
Elle doit être de nationalité botswanaise. Pour cela, elle doit détenir un passeport ou une carte d'identité nationale Omang, attestant qu'elle est citoyenne de la république du Botswana. Elle doit être âgée d'au moins 18 ans et au maximum de 25 ans. Elle doit mesurer au minimum 1,67 m. Elle doit être célibataire et n'être pas fiancée ou mariée, que la cérémonie de mariage soit valide ou invalide. Elle doit n'avoir jamais été enceintes, ni avoir jamais donné naissance et ni être enceinte. Elle doit posséder un casier judiciaire vierge. Elle ne doit pas avoir de tatouage visible. 

## Histoire
Les concours de beauté au Botswana débutent en 1962, pendant la période précédant l'indépendance du protectorat du Bechuanaland avec le Royaume-Uni. Ils étaient organisés dans de nombreux villages du pays au début des années 1960. Les Miss Bechuanaland notables avant l'indépendance sont Serwalo Gaseitsiwe en 1962, Veronica Magosi en 1964 et Lydia Tiyo en 1965.
Le concours Miss Bechuanaland a été rebaptisé Miss Botswana à l'initiative du Botswana Council Of Women (BCW) dans le cadre de l'indépendance du Botswana. La première élection a lieu cette année-là, remportée par Theresa Rantao. 

### Botswana aux concours internationaux
Le Botswana participe au concours de beauté Miss Monde depuis 1972, en commençant avec Agnes Motswere Letsebe et au concours Miss Univers depuis 1999, avec Mpule Kwelagobe. Traditionnellement, la gagnante de Miss Botswana est qualifiée pour représenter le pays à Miss Monde. Le Botswana envoie en 1974 sa dernière représentante, Rosemary Moleti à Miss Monde - sans portant cesser d'organiser annuellement l'élections de Miss Botswana. 
Mpule Kwelagobe, Miss Botswana 1997, est élue Miss Univers 1999, devenant ainsi la première botswanaise à remporter le titre de Miss Univers. Elle fut désignée en tant que Miss Univers Botswana par Mr Phiri, Haut-commissaire de Zambie au Botswana.
Le Botswana participe à nouveau en 1994 à Miss Monde après 18 ans d'absence. Cependant, le pays ne se verra que sa représentante une fois qualifiée dans le classement final à l'élection de Miss Monde 2010 avec Emma Wareus, Miss Botswana 2010. Elle a terminé 1re dauphine, décrochant par la même occasion le titre de Miss World Afrique.

## Lauréates
| Année | Portrait            | Lauréate                      | District d'origine     | Âge    | Taille | Commentaire |
| ----- | ------------------- | ----------------------------- | ---------------------- | ------ | ------ | --- |
| 1962  |                     | Serwalo Gaseitsewe            | NC                     | NC     | NC     | |
| 1965  |                     | Lydia Tiyo                    | NC                     | NC     | NC     | |
| 1967  |                     | Theresa Rantao                | District du Sud-Est    | 19 ans | NC     | |
| 1968  |                     | Veronica Gaosi                | District de Kweneng    | NC     | NC     | |
| 1969  |                     | Seanokeng Moranyane           | NC                     | NC     | NC     | |
| 1970  |                     | Lilian Taunyane (°1948-†2020) | District de Bamangwato | NC     | NC     | Lillian Taunyane a terminé 2e dauphine de Miss Botswana 1967. |
| 1971  |                     | Beauty Seloiso                | District du Sud        | NC     | NC     | |
| 1973  |                     | Agnes Letshebe                | District du Nord-Est   | NC     | NC     | |
| 1974  |                     | Rosemary Molefi               | NC                     | NC     | NC     | |
| 1975  |                     | Lucy Mosinyi                  | NC                     | NC     | NC     | |
| 1976  |                     | Ida Mpatane                   | NC                     | NC     | NC     | |
| 1978  |                     | Tshepho Chape                 | NC                     | NC     | NC     | |
| 1979  |                     | Doris Magula                  | NC                     | NC     | NC     | |
| 1980  |                     | Kefilwe Maribe                | NC                     | NC     | NC     | |
| 1981  |                     | Shalike Kgalaeng              | NC                     | NC     | NC     | |
| 1982  |                     | Peggy Lebum                   | NC                     | NC     | NC     | |
| 1983  |                     | Dineo Ratsatsi                | NC                     | NC     | NC     | |
| 1984  |                     | Stella Podile                 | NC                     | NC     | NC     | |
| 1985  |                     | Keanole Radimo                | NC                     | NC     | NC     | |
| 1986  |                     | Boitumelo Matlapeng           | NC                     | NC     | NC     | |
| 1987  |                     | Tuduetso Tselayakgosi         | NC                     | NC     | NC     | |
| 1988  |                     | Grace Mafoko                  | NC                     | NC     | NC     | |
| 1989  |                     | Natasha April                 | NC                     | NC     | NC     | |
| 1990  |                     | Malebogo Kgotso               | NC                     | NC     | NC     | |
| 1991  |                     | Shale Ntsima                  | NC                     | NC     | NC     | |
| 1992  |                     | Boitumelo Ramponye            | District de Gaborone   | NC     | NC     | |
| 1993  |                     | Mpho Lekoko                   | NC                     | NC     | NC     | |
| 1994  |                     | Hazel Kutlo Mmopi             | NC                     | NC     | NC     | |
| 1995  |                     | Joyce Manase                  | District de Gaborone   | 19 ans | NC     | Joyce Manase a été élue Miss Intervarsity 1995. |
| 1996  |                     | Monica Semolekae              | NC                     | NC     | NC     | |
| 1997  | Mpule Kwelagobe     | Mpule Kwelagobe               | District du Sud        | 17 ans | 1,79 m | Mpule Kwelagobe, Miss Botswana 1997, a été élue Miss Univers 1999, à Chaguaramas, en Trinité-et-Tobago. Elle est la première botswanienne et la première Miss Botswana à remporter le titre de Miss Univers. |
| 1998  |                     | Earthen Mbulawa               | NC                     | 18 ans | 1,79 m | |
| 1999  |                     | Alimah Isaacs                 | District de Gaborone   | 19 ans | NC     | |
| 2000  |                     | Punah Serati                  | NC                     | NC     | NC     | |
| 2001  |                     | Masego Sebedi                 | District de Gaborone   | 21 ans | NC     | |
| 2002  |                     | Lomaswati Dlamini             | NC                     | NC     | NC     | |
| 2003  |                     | Boingotlo Motlalakgosi        | District de Gaborone   | 19 ans | 1,75 m | |
| 2004  |                     | Judy Peacock                  | District du Nord-Ouest | 19 ans | 1,73 m | |
| 2005  |                     | Lorato Tebogo                 | District de Gaborone   | 20 ans | 1,62 m | |
| 2006  | Malebogo Marumoagae | Malebogo Marumoagae           | District central       | 24 ans | 1,66 m | |
| 2007  | Itseng Kgomotso     | Itseng Kgomotso               | District du Sud        | 18 ans | 1,78 m | Itseng Kgomotso a terminé 2e dauphine de Miss Univers Botswana 2010. |
| 2009  |                     | Sumaiyah Pandor Marope        | District de Gaborone   | 24 ans | 1,75 m | |
| 2010  |                     | Emma Wareus                   | District de Kweneng    | 19 ans | 1,76 m | Emma Wareus est la fille de Thespho Chape, Miss Botswana 1978. Elle a terminé 1re dauphine de Miss Botswana 2009. Elle a été élue 1re dauphine à l’élection de Miss Monde 2010 à Sanya, en Chine. |
| 2011  |                     | Karabo Sampson                | District de Kgalagadi  | 20 ans | 1,71 m | Karabo Sampson a terminé 1re dauphine de Miss Little Botswana 2002. |
| 2012  |                     | Tapiwa Anna-Marie Preston     | District central       | 19 ans | 1,74 m | Tapiwa Anna-Marie Preston a terminé 1re dauphine de Miss Botswana 2011. |
| 2013  |                     | Rosemary Keofitlhetse         | District de Kgalagadi  | 19 ans | 1,71 m | |
| 2015  |                     | Seneo Mabengano               | District central       | 19 ans | 1,73 m | |
| 2016  |                     | Thata Kenosi                  | District du Sud        | 21 ans | 1,78 m | |
| 2017  |                     | Nicole Gaelebale              | District central       | 26 ans | 1,83 m | Nicole Gaelebale a été la première et unique candidate d'un concours de beauté de l'histoire à rejoindre le même concours international à deux reprises, après avoir représenté le Botswana à l'élection de Miss Terre 2014. Elle a terminé 1re dauphine de Miss Botswana 2015. Elle s'est classée dans le top 40 à l'élection de Miss Monde 2017 à Sanya, en Chine. |
| 2018  |                     | Moitshepi Elias               | District de Gaborone   | 24 ans | 1,68 m | Moitshepi Elias a participé à l'élection de Miss Teen Universe Botswana 2013. Elle s'est placée dans le top 12 à l'élection de Miss Botswana 2017. Elle s'est classée dans le top 30 à l'élection de Miss Monde 2018 à Sanya, en Chine. |
| 2019  |                     | Oweditse Phirinyane           | District central       | 25 ans | 1,77 m | Oweditse Phirinyane a terminé 2e dauphine de Miss Grand Botswana 2014. Elle a été élue 3e dauphine à l'élection de Miss Heritage Global 2017 à Johannesburg, en Afrique du Sud. |
| 2021  |                     | Palesa Molefe                 | District de Kgatleng   | 22 ans | 1,67 m | |
| 2022  |                     | Lesego Chombo                 | District du Nord-Ouest | 24 ans | 1,75 m | Lesego Chombo s'est placé dans le top 4 à l'élection de Miss Monde 2023, et remporte le titre de Miss Monde Afrique. |
| 2024  |                     | Anicia Gaothusi               | District central       | 22 ans | 1,75 m | Anicia Gaothusi a été élue Miss Teen Botswana 2019, et a terminé 2e dauphine de Miss Teen International 2019. |

## Lieu
Cette liste recense les lieux connus où ont eu lieu les élections de Miss Botswana.

## Les princesses de Miss Botswana
Ce tableau recense les dauphines de Miss Botswana.
| Année | 1re princesse     | 2e princesse                   |
| ----- | ----------------- | ------------------------------ |
| 1967  | Elma Molemoeng    | Lillian Taunyane (°1948-†2020) |
| 2002  | Lorato Kwelagobe  | Rita Machibe                   |
| 2003  | Juby Peacock      | Karen Nganda                   |
| 2006  | Ellonah Seleke    | Pearl Gaone Moiloa             |
| 2007  | Prudence Pheko    | Refilwe Kgabo                  |
| 2009  | Emma Wareus       | Naledi Willers (°1991-†2021)   |
| 2010  | Naledi Moshoeshoe | Bonny Serole                   |
| 2011  | Tapiwa Preston    | Sebaga Norwebb                 |
| 2013  | Betty Seatholo    | Khumo Leburu                   |
| 2015  | Nicole Gaelebale  | Peggy Grynberg                 |
| 2016  | Oabona Kamona     | Phatsimo Baoagi                |
| 2017  | Neelo Nthobatsang | Uua Murangi                    |
| 2018  | Neelo Ntobatsang  | Modioki Gaborone               |
| 2019  | Uua Murangi       | Winfred Motcher                |
| 2021  | Michelle Bagoleng | Marang Makhoana                |
| 2022  | Tshepo Nthaga     | Sebaga Manyapetsa              |
| 2024  | Halle Hirschfield | Sebaga Manyapedza              |